# Corne de l'Afrique
Pour les articles homonymes, voir Corne et HOA.
La Corne de l’Afrique  (en afar: Afrikah Gayssa, en somali : Geeska Afrika ; en amharique : የአፍሪካ ቀንድ, Yäafrika qänd ; en tigrinya : ቀርኒ ኣፍሪቃ, Q’ärnī afīrīqa ; en arabe : القرن الأفريقي, Al-qarn al-'ifrīqī ; en anglais : Horn of Africa) est un surnom géographique qui désigne une péninsule de l’Afrique de l'Est qui s’étend depuis la côte sud de la mer Rouge jusqu’à la côte ouest de la mer d'Arabie, en passant par le golfe d'Aden et dont la forme, sur une carte, évoque une corne de rhinocéros. Le terme désigne au sens strict la région occupée par quatre États, la Somalie, Djibouti, l’Éthiopie et l’Érythrée,. Du fait de sa position stratégique, elle est de longue date au cœur d’enjeux géopolitiques variés. La Corne de l’Afrique couvre environ deux millions de kilomètres carrés et compte 106,2 millions d’habitants (dont 90 millions en Éthiopie, 10 millions en Somalie, 4 millions en Érythrée et 0,97 million à Djibouti).
C’est un des trente-quatre points chauds de la biodiversité mondiale.

## Histoire

### Préhistoire

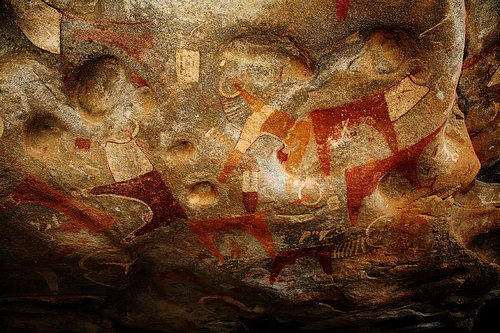
Fresque rupestre à Laas Geel, Somalie.

L'époque préhistorique existe principalement par de très nombreux cairns, des sites comme Dhambalin, Gaanlibah, Karinhegane et surtout Laas Geel le plus ancien et le plus important foyer d'art rupestre de la Corne de l'Afrique. Ce site archéologique, dont les peintures sont vieilles de 5 000-4 000 ans est situé près de Hargeisa, au Somaliland. Si quelques rapprochements peuvent être effectués avec les vaches des abris peints d'Éthiopie (Harar et Sidamo) ou d'Arabie (notamment au Yémen) aucun site de la Corne de l'Afrique (ni aucun style sur le continent africain) ne peut être directement comparé à Laas Geel.

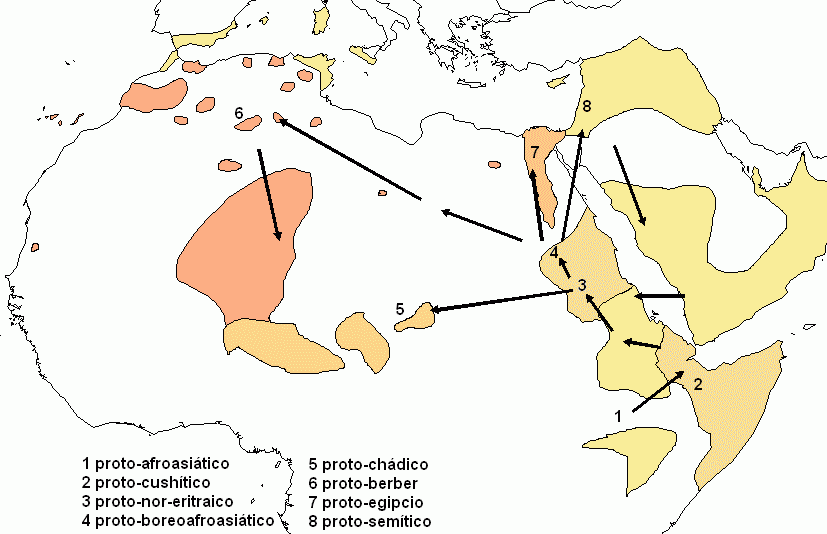
La Corne de l'Afrique est l'une des origines possible des Langues chamito-sémitiques.

Selon les linguistes, les Langues chamito-sémitiques ont probablement été diffusées à partir de la Corne de l'Afrique par des populations ancestrales porteuses d'une composante génétique non-africaine que les chercheurs ont nommée « Ethio - Somali ». Cette composante « Ethio - Somali » se retrouve aujourd'hui principalement parmi les populations de langues couchitique et sémitique de cette région. Cette composante est proche de la composante génétique non-africaine que l'on retrouve chez les Maghrébins, et que l'on pense avoir divergé de toutes les autres ascendances non africaines il y a au moins 23 000 ans.

### Antiquité

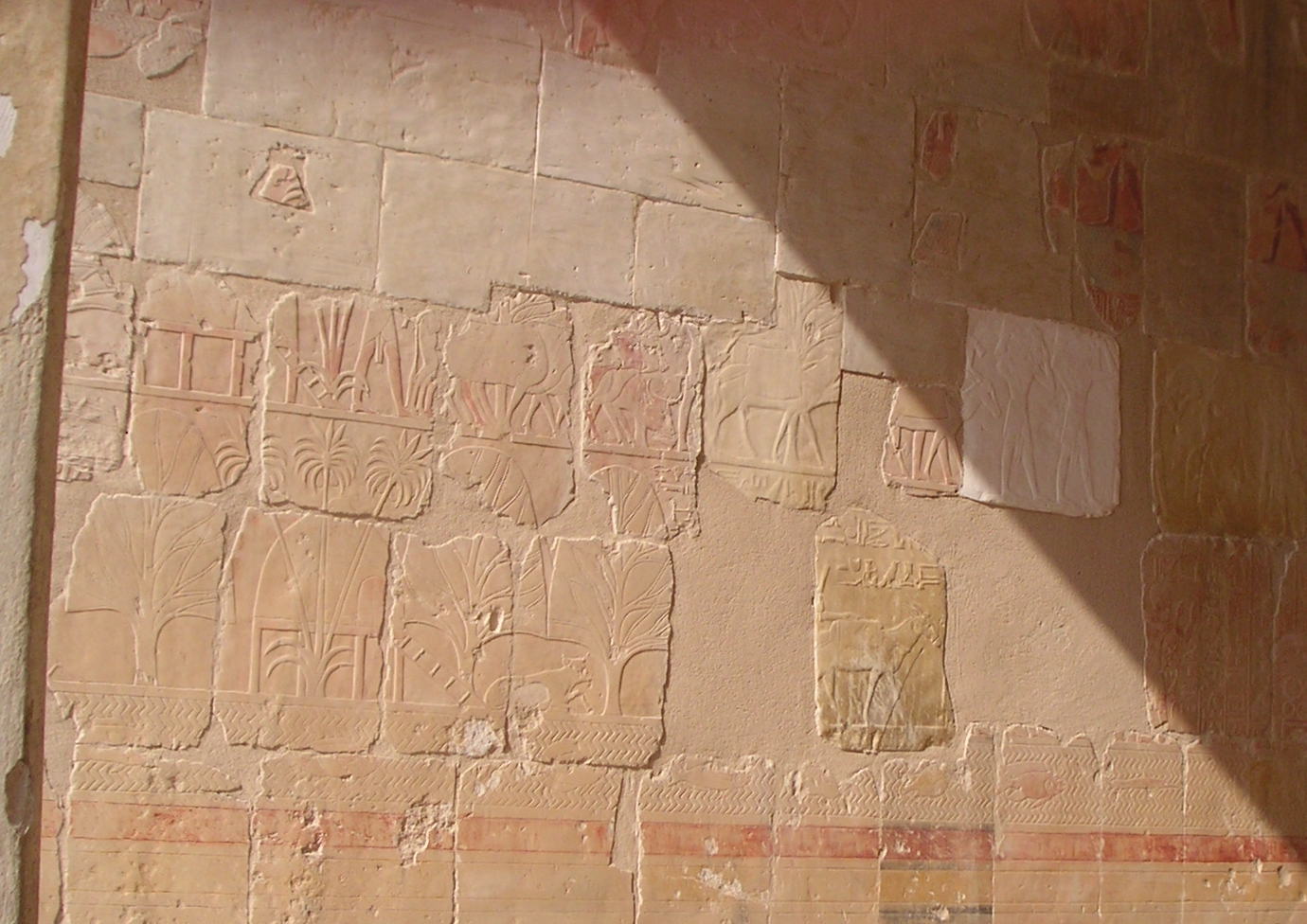
Représentation du pays de Pount. Relief du temple d'Hatchepsout à Deir el-Bahari.

Durant l’Antiquité, les Égyptiens, les Grecs et les Romains s’y approvisionnaient en encens, myrrhe, sang-dragon et cinabre – les Romains parlaient de la Regio Aromatica (« région aromatique »). Il pourrait également s’agir du berceau du légendaire pays de Pount également appelé Ta Nétjer qui signifie « Pays du dieu » par les Anciens Égyptiens.
Une expédition restée célèbre est celle que supervisa le haut fonctionnaire Nehesy pour la reine Hatchepsout, vers le XVe siècle av. J.-C., pour chercher de la myrrhe, de l'encens, de l'or, des peaux de léopard, des armes de jet et des boutures d'arbres à encens (qui furent replantées sur l'allée qui mène à la volée de marches du temple funéraire de cette reine, à Deir el-Bahari). Ce voyage était si important qu'il fut conservé sur les murs du portique nord de la seconde terrasse du temple.
Localisé autour de Yeha (considéré comme étant la capitale) au nord de l'Éthiopie, le Royaume de D'mt (sud-arabique : ) semble avoir eu des relations très étroites avec le royaume sabéen au Yémen bien qu'il soit aujourd’hui à peu près certain que la langue ge'ez, langue du Nord de l'Éthiopie et de l'Érythrée, ne vient pas de la langue sabéenne ce qui tendrait à confirmer que l'influence sabéenne aurait été relativement mineure et aurait disparu après quelques décennies. Le royaume de D'mt a développé des procédés d'irrigation, utilisait des charrues, cultivait le millet, et travaillait déjà le fer pour forger ses propres outils et ses armes. Les restes d'un temple important datant d’environ 700 av. J.-C. ont été préservés à Yeha, près d'Aksoum.

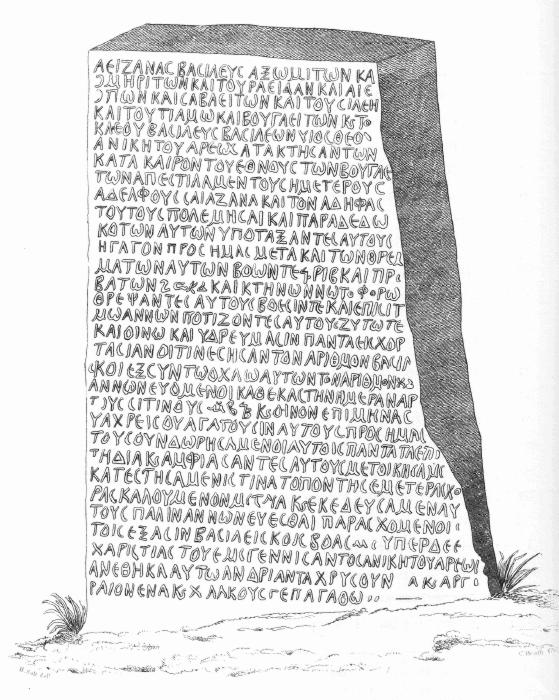
Une inscription du roi Ezana, à Axum.

Le royaume d'Aksoum se développa entre le Ier et le VIIe siècle sur les territoires actuels de l’Éthiopie, du nord de la Somalie et du Yémen. L’emplacement stratégique de la Corne africaine lui permit de contrôler le trafic maritime et commercial de la mer Rouge. Au IIIe siècle, Aksoum est assez puissant pour prendre le contrôle de la région de la Tihama, en Arabie du Sud. À la fin du IIIe siècle, le royaume frappe sa propre monnaie et il est mentionné par le prophète Mani comme l’une des quatre grandes puissances de son temps, avec la Perse, l’Empire romain et la Chine. Entre 325 et 328, à la suite de la conversion du roi Ezana, par Frumentius son esclave chrétiens d’origine syrienne, Aksoum devient le deuxième État à adopter le christianisme après l’Arménie, et le premier à apposer la croix sur ses pièces de monnaie.
Au début du VIIe siècle, alors que Mahomet était en conflit à La Mecque avec la tribu des Quraychites, certains de ses disciples cherchèrent refuge dans le royaume d'Aksoum. L'exil de ces disciples, comme Djafar ibn Abi Talib, est devenu le premier « hégire » (de l'arabe : hidjra, migration) de l'islam. Un cimetière musulman du VIIe siècle a été retrouvé à Negash.
L'islam est arrivé dans le Nord de la Somalie peu après l'Hégire, Les premiers musulmans de Somalie trouvèrent refuge dans les villes du Nord de la côte somalienne, dans la région de l'Awdal, lors des persécutions des habitants de La Mecque. Les deux mihrabs de la mosquée Al-Qiblatayn de Zeilah, l'une des plus vieilles mosquées du continent, auraient été construits au  Viie siècle. Le sultanat d'Adal aurait eu cette ville pour capitale,, suggérant que l'Adal, avec Zeila comme siège, remonte au moins au IXe siècle. Selon I.M. Lewis, la politique d'alors était régie par des dynasties locales qui régnaient aussi sur le sultanat de Mogadiscio, établi le long de la côte de Benadir plus au Sud. Tout au long de cette période, ces dynasties étaient en conflit avec le voisin abyssinien.
En 640, Omar ibn al-Khattâb envoya une expédition navale contre Adulis, mais il fut battu. En 702, des pirates aksoumites ont réussi à envahir Hedjaz (ouest de la péninsule arabique) et occuper Djeddah.

### Moyen Âge et Époque moderne

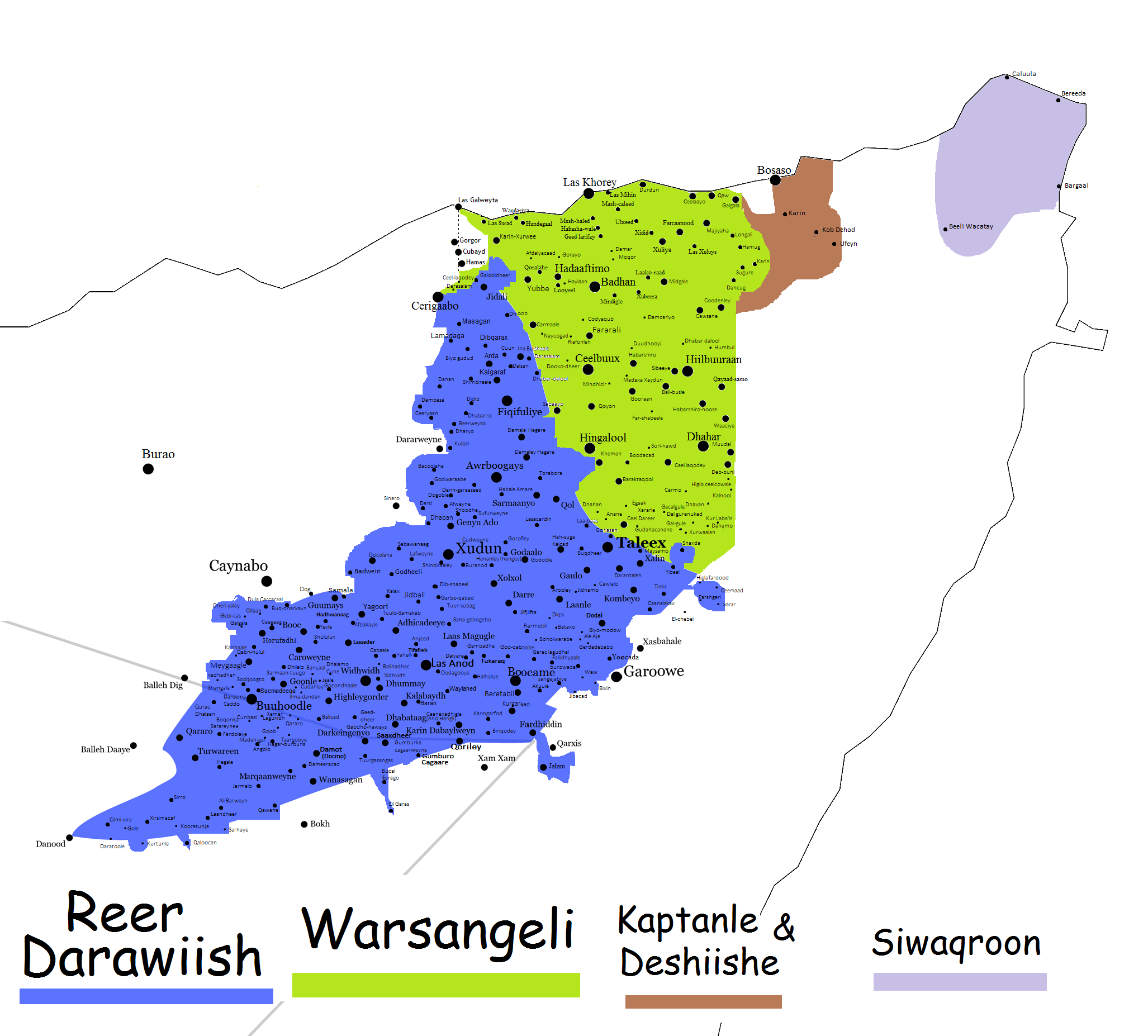
Tribus à la pointe de la corne de l'Afrique.

À Aden, en 1331 le grand explorateur marocain Ibn Battuta s'embarque sur un navire, passe devant Zeilah et est impressionné par cette ville dont il écrit qu'elle était « « la plus sale au monde, la plus laide et la plus puante. L'odeur nauséabonde qui s'en dégage vient du grand nombre de poissons qu'on y consomme et du sang des chameaux qu'on égorge dans les rues. » Ne restant pas plus d'une semaine dans chaque port visité, il s'est rendu, entre autres à Mogadiscio, Mombasa, Zanzibar et Kilwa. Au moment de la mousson, il retourne par bateau vers l'Arabie, visite Oman et traverse le détroit d'Ormuz avant de retourner vers la Mecque pour le hadj de 1332.
Les Somalis - surnommés Barbar, Baribah de l'Est ou Barbaroi,, - étaient des acteurs important de la Traite musulmane. Le sultanat d'Adal, était un sultanat Somali exportait les esclaves Bantous d'Afrique de l'Est, son histoire est marquée par une guerre territoriale menée par l'imam Ahmed Gragne, qui s'alliera aux Ottomans contre les États chrétiens d'Éthiopie en particulier pour le contrôle des routes de traite. Le négus d'Éthiopie appelle les chrétiens d'Occident à l'aide. Les Portugais voulant contrôler la route des Indes orientales attaquent les comptoirs somaliens : en 1517, ils incendient le comptoir de Zeilah. Vers 1542-1543 Christophe de Gama mène une expédition en Abyssinie pour repousser l'armée de Gragne, il sera capturé après la bataille de Wofla et décapité.
Les Abyssins exportaient des esclaves Nilotiques issus des régions frontalières de l'Éthiopie, ainsi que des provinces conquises. Les sultanats Somalis et Afars tels que le sultanat d'Adal exportaient également des Nilotiques capturés dans l'arrière-pays, ainsi que parmi les ennemis vaincus.
Zheng He, dans son expédition de 1413-1415, a sans doute visité la région[réf. nécessaire].
Plus récemment, la Corne de l’Afrique a traversé plusieurs crises. Une grande partie de la région fut colonisée par l’Italie lors de l'expansion de son empire colonial : l’Érythrée entre 1880 et 1941, le protectorat de la Somalie italienne entre 1890 et 1960, ainsi qu’une brève occupation de l’Éthiopie de 1936 à 1941. La Grande-Bretagne s’installa au nord de la Somalie (Somalie britannique) et la France à Djibouti (Somalie française).
L’Éthiopie y occupe actuellement une place prépondérante du fait de sa démographie. Son histoire est parsemée de conflits entre chrétiens et musulmans autour de l’accès aux ressources et aux territoires, ainsi qu’entre nationalistes et marxistes, et avec l’Érythrée. La Somalie peine à sortir du désordre engendré par la guerre civile qui sévit depuis la fin des années 1980.
Les catastrophes naturelles, sécheresses et inondations en tête, sont fréquentes et touchent de plein fouet les régions rurales. La malnutrition y est l’une des plus élevées au monde et la menace d’une crise humanitaire majeure n’est jamais très loin. La guerre et la famine auraient provoqué la mort de deux millions de personnes entre 1982 et 1992.

## Géographie

### Relief

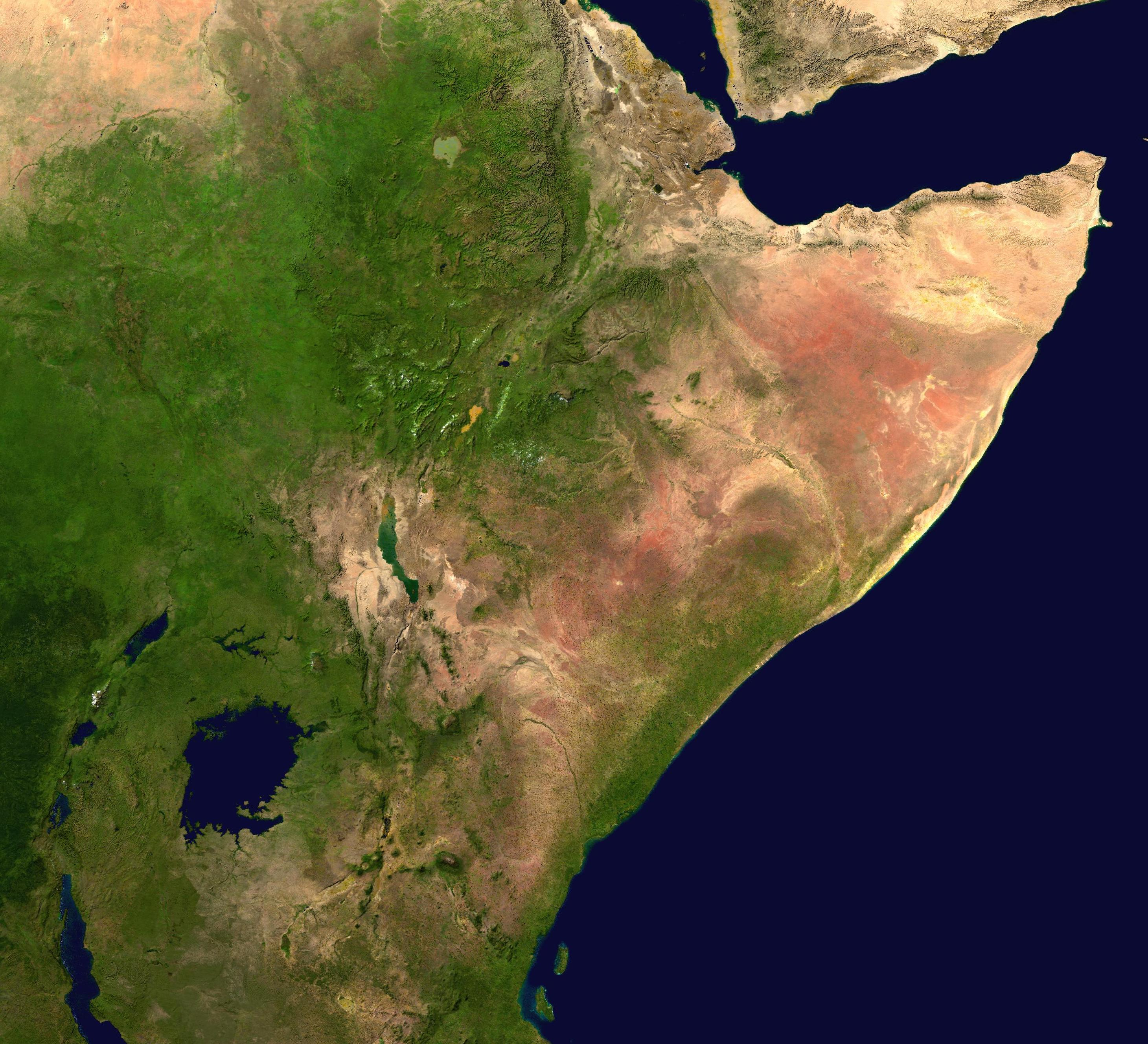
Image satellite de la Corne de l'Afrique.

La Corne de l’Afrique est à peu près à mi-distance entre l’équateur et le tropique du Cancer. Son relief est constitué principalement de montagnes érigées lors de la formation de la vallée du Grand Rift, qui court depuis le Levant au Proche-Orient jusqu'au Mozambique – le Ras Dashan, dans les monts Simien, culmine à 4 533 mètres. Il était autrefois recouvert d’un glacier, qui fondit entièrement au début de l’Holocène. À l'ouest, le massif domine la cuvette soudanaise, tandis qu'à l'est, il est séparé de la mer Rouge par un immense escarpement, mais descend plus régulièrement vers l’océan Indien. L'extrémité de la Corne est le cap Guardafui.

### Climat
Les plaines de Somalie et de Djibouti sont généralement arides malgré la proximité de l’équateur. Les vents d’ouest ont en effet perdu la plus grande part de leur humidité après avoir survolé le Sahel et le Soudan. L’ouest et le centre de l’Éthiopie, ainsi que l’extrémité sud de l’Érythrée, sont mieux exposés et reçoivent d’abondantes pluies en été. Des précipitations annuelles de 2 000 millimètres ne sont pas rares dans les montagnes éthiopiennes, et même la capitale érythréenne Asmara reçoit une moyenne de 570 mm par an. Ces pluies sont la seule source d’eau douce pour de nombreuses régions éloignées de l’Éthiopie, entre autres pour l’Égypte qui est, en termes de précipitations, le pays le plus sec du monde.
En hiver, l’alizé de nord-est n’apporte aucune humidité excepté dans les zones montagneuses du nord de la Somalie, où les précipitations de la fin de l’automne peuvent faire monter le total annuel à 500 mm. Sur la côte est, une brusque remontée naturelle des eaux profondes et le fait que les vents soufflent parallèlement à la côte peuvent limiter les précipitations annuelles à 51 mm.